# Babosa (Cabo Verde)
Babosa es una localidad caboverdiana del municipio de São Salvador do Mundo.

## Geografía
La localidad está situada en la isla Santiago.

## Organización territorial
La localidad abarca los lugares y barrios de:
- Babosa Baxu
- Babosa Meio
- Babosa Riba
- Locotanu
- Monte
- Monte Baxu
- Monte Riba
- Ponte Ferro Sansam